# Stor-Abborrtjärnen (Piteå socken, Norrbotten, 727149-173559)
Stor-Abborrtjärnen är en sjö i Piteå kommun i Norrbotten och ingår i Lillpiteälvens huvudavrinningsområde.